# عيسى بك بن محمد

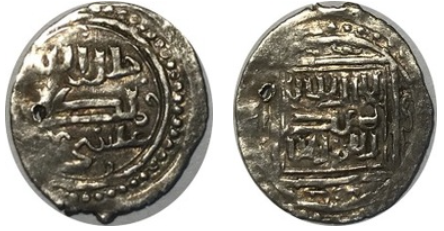
آقجة مسكوكة باسم "عيسى" ومكتوب عليها: "لا إله إلا الله محمد رسول الله" بداخل مربع حوله دائرة مكتوب فيها "أبو بكر، عمر، عثمان، علي"، وعلى الناحية الأخرى: "عيسى خلد الله ملكه".

فخر الدين عيسى بك بن خِضر (بالتركية: Hızıroğlu İsa Bey)‏ (حوالي 1309م - 1390م) وتولى الحكم من 1360م-1390م. هو الحاكم الرابع لإمارة بني آيدين، وهو ابن مؤسس الإمارة محمد بك الذي كان في السابق في خدمة إمارة كرمايان كان عيسى بك هو الأصغر بين أبناء مؤسس الإمارة الخمسة، وكان له أربعة إخوة هم خِضر وعمر وسليمان وإبراهيم، وكان لديه أيضًا أخت واحدة على الأقل، هي "خان زاده". انتهى حكم عيسى بك عام 1390م عندما قام السلطان العثماني بايزيد الأول بضم إمارة بني آيدين مع الإمارات التركمانية الأخرى التي كانت تقع في غرب الأناضول. بعد فترة وجيزة تزوج السلطان بايزيد الأول من حفصة خاتون ابنة عيسى بك. كان لعيسى بك اهتمامات بالدراسة والتعلم، وكان يقرأ العربية والفارسية والتركية الأناضولية القديمة. يقع قبره غير المؤرخ في بيرجي (بالتركية: Birgi)‏، والتاريخ الدقيق لوفاته لا يزال مجهولا.

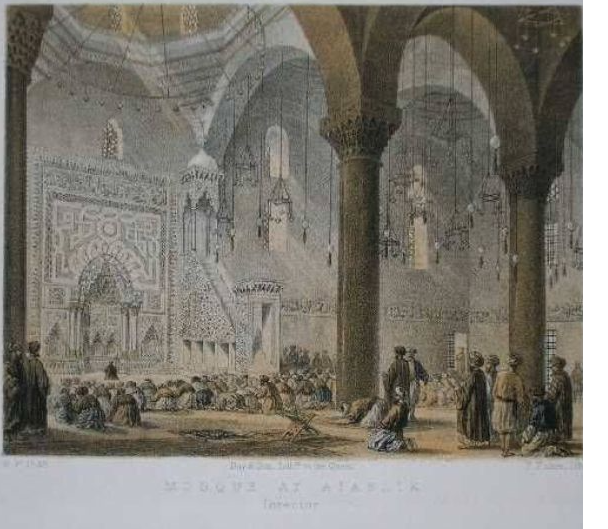
رسم لجامع عيسى بك في إزمير، من الداخل.

## حياته
تولى عيسى بك الحُكم عام 1360م وكان صديقاً للدولة العثمانية، وفي عام 1371م جدد المعاهدة القديمة مع جمهورية البندقية. وفي عام 1389م، أثناء معركة كوسوفو، كانت إمارة بني آيدن من بين القوات المساعدة في الجيش العثماني. ولكن بعد مقتل السلطان مراد الأول في تلك المعركة وتولي ابنه السلطان بايزيد الأول الحكم، انضمت إمارة بني آيدن إلى التمرد ضده، والتي كانت بتحريض من إمارة قرمان. عندئذٍ شرع السلطان بايزيد الأول في حملة على الأناضول واستولى على آلاشهر التي كانت تحت حماية إمارة بني آيدن. وفي هذه الأثناء، جاء عيسى بك إلى السلطان وأعلن طاعته. وفي عام 1390م، تُركت له إدارة بعض الأماكن بشرط أن يُقيم في "تيره" (بالتركية: Tire)‏ بإزمير.

## معرض الصور

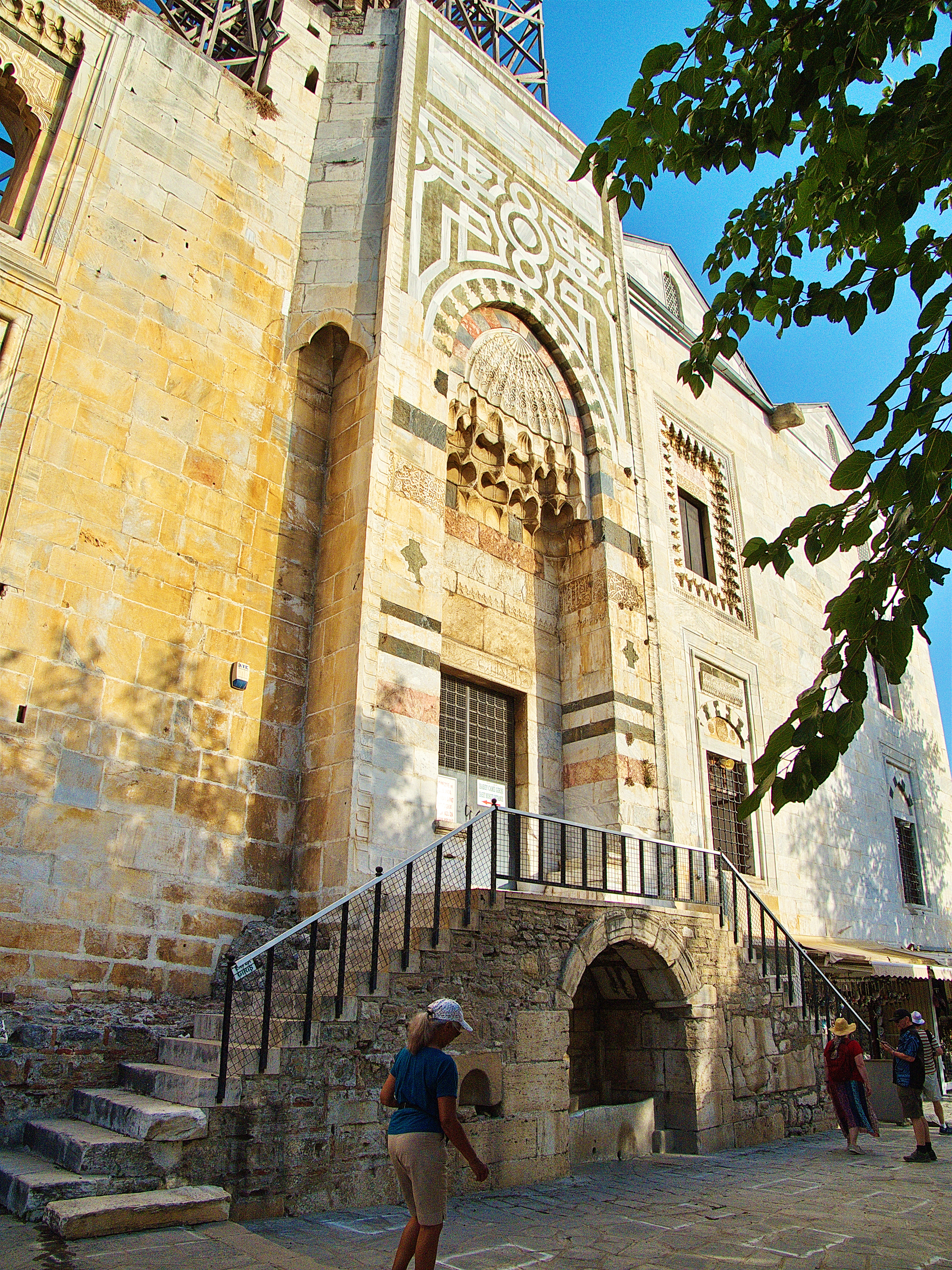
المنظر الخارجي لمسجد عيسى بك
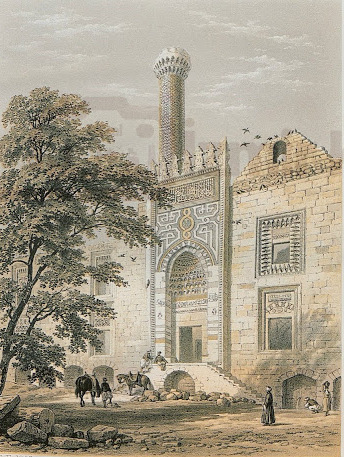
واجهة جامع عيسى بك
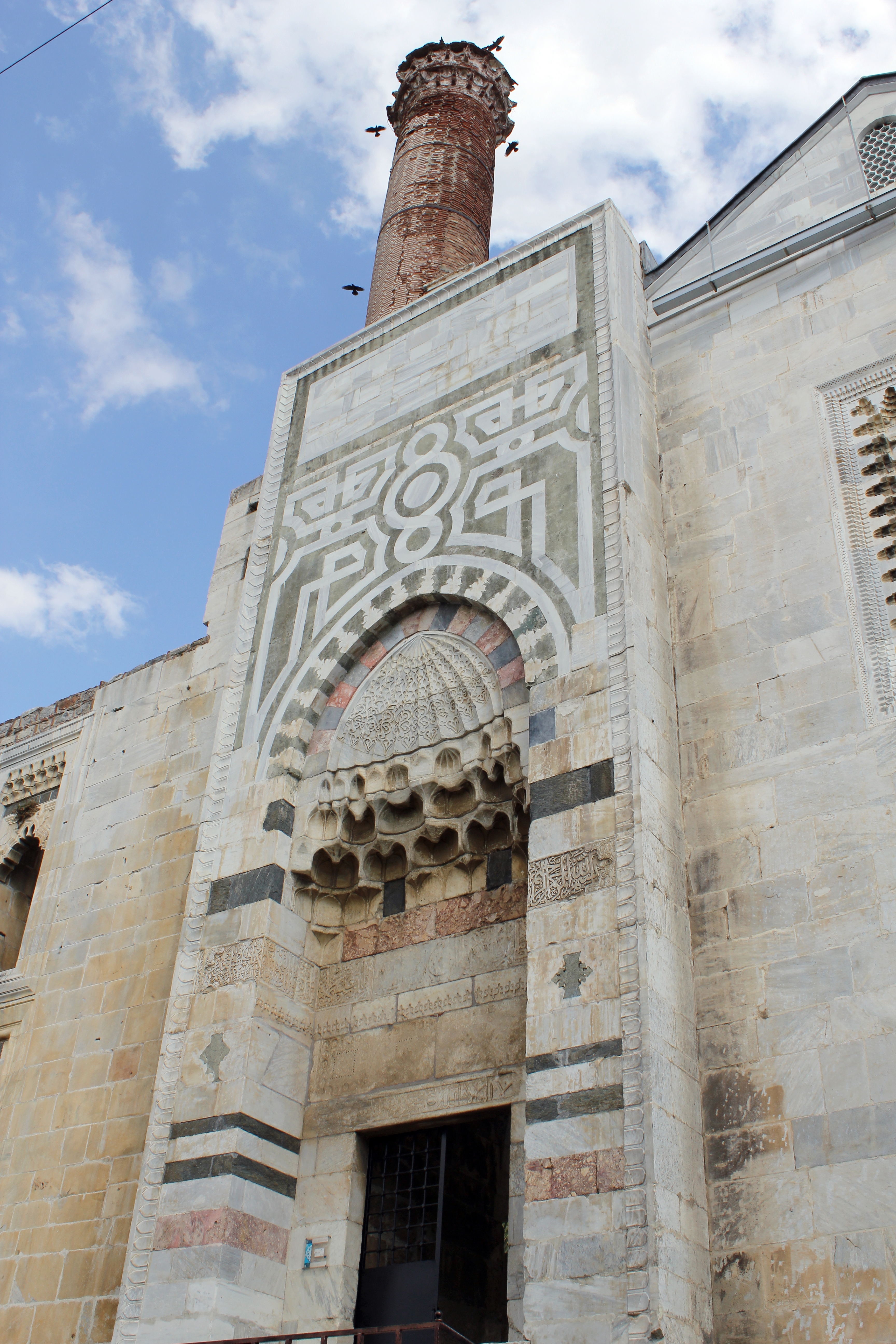
مدخل فناء جامع عيسى بك
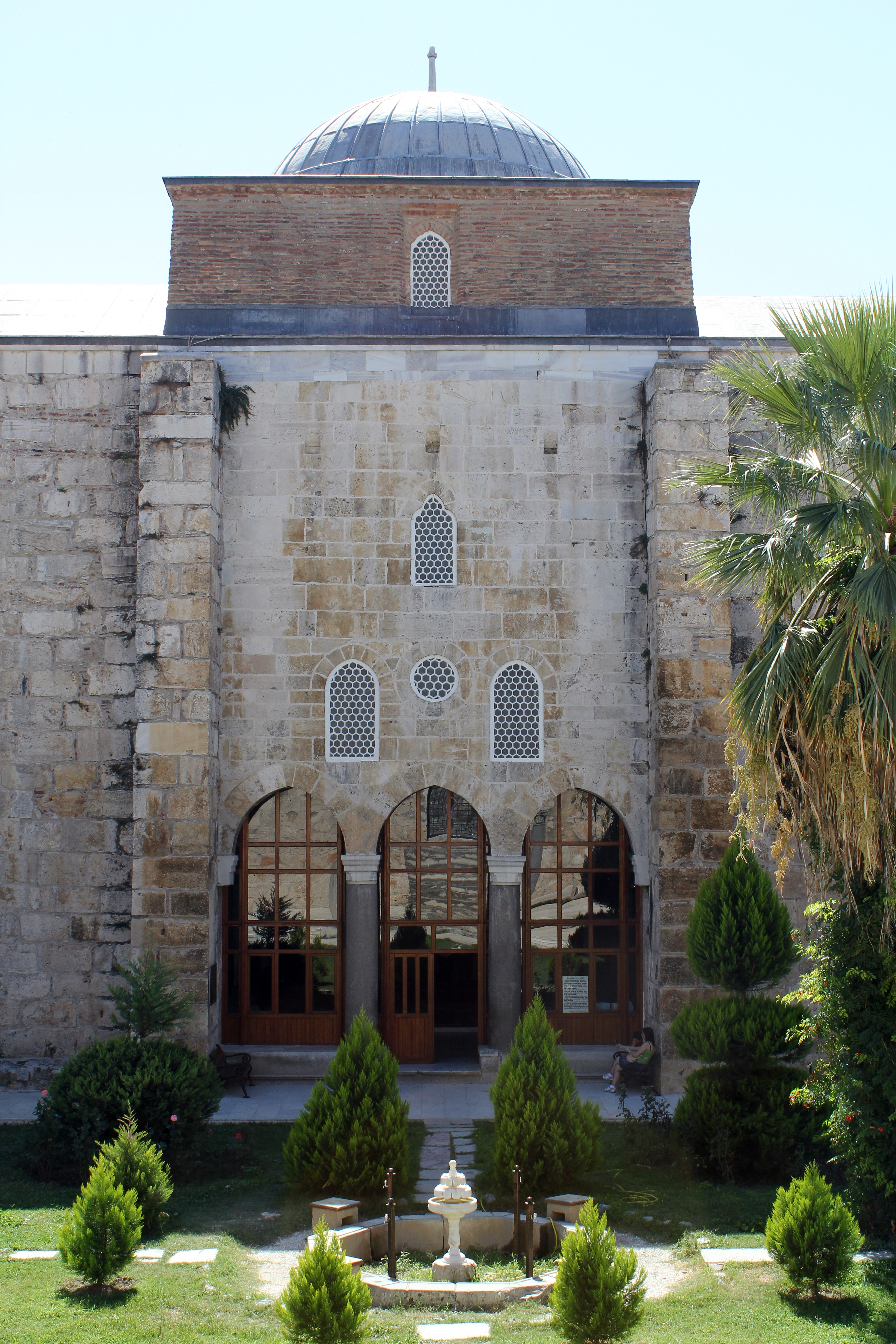
مدخل جامع عيسى بك
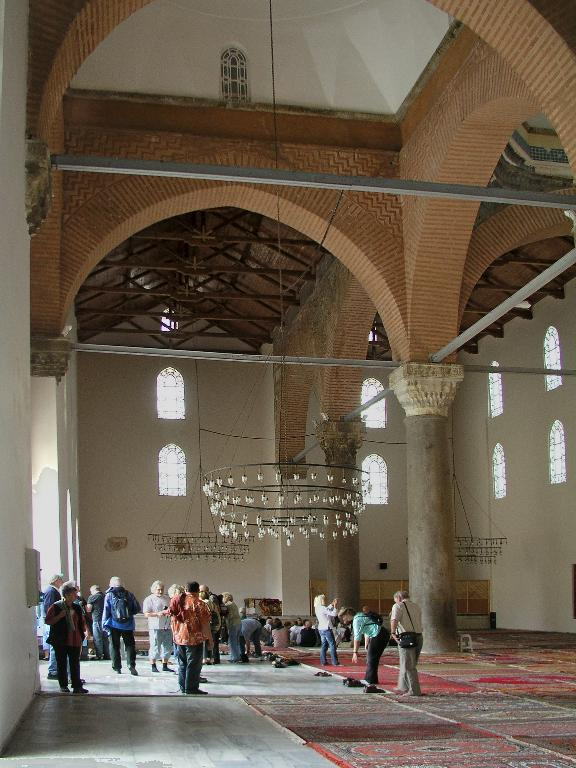
الجزء الداخلي لجامع عيسى بك
مسقط جامع عيسى بك

## مصدر
1. 1 2  "AYDINOĞULLARI". TDV İslâm Ansiklopedisi (بالتركية). Retrieved 2024-07-20.